# AAC STUNTS
有限会社AAC STUNTSは、日本のスタントチーム。東京都文京区にある。代表の横山誠の個人事業として設立された後、法人化された。

## 概要
1987年に創業し、1988年の映画『未来忍者 慶雲機忍外伝』がデビュー作。1995年から代表の横山誠、こしげなみへいなど一部のメンバーがアルファスタントに協力する形で渡米し、アメリカ合衆国で活動。
2003年に横山が日本に帰国した後、2004年に法人化。旧名称はアトラクティブ・アクション・クラブ（Attractive Action Club、略称：AAC）。名称変更の理由はアトラクティブが英語では色男など、人間の容姿を称える言葉だったためとされる。

## 所属者
- 横山誠：代表取締役
- 阿部光男：取締役
- 大橋明
- 佐々木俊宜
- 吉田瑞穂
- こしげなみへい
- マーク武蔵

## 過去の所属者
※印は故人
- 富田稔（現 - MOAI代表取締役）
- 梛野素子
- 半田雅和※
- 本間崇寛
- 吉尾亜希子

## 関連作品
- ウィケッド・ゲーム（スタント・コーディネイト、ファイト・コーディネイト、製作）※アルファスタントと共同